# Lipowskaja (stacja kolejowa)
Lipowskaja (ros. Липовская) – stacja kolejowa w miejscowości Lipowskaja, w rejonie rosławskim, w obwodzie smoleńskim, w Rosji. Położona jest na linii Briańsk – Smoleńsk.

## Historia
Stacja powstała w XIX w. na drodze żelaznej orłowsko-witebskiej, pomiędzy stacjami Prigorje i Rosław.